# Heideweiher (Heiliges Meer)
Der Heideweiher ist ein flaches Stillgewässer im Naturschutzgebiet Heiliges Meer – Heupen. 

## Lage
Das Naturschutzgebiet weist mehrere Erdfallseen und weite Heidelandschaften auf. Dieses Gebiet ist durch seine besonders nährstoffarmen Böden sowie Gewässer besonders schützenswert, da unter diesen Bedingungen eine hohe Artenvielfalt von seltenen Tieren und Pflanzen herrscht.
Der Heideweiher liegt wie der Erdfallsee ausschließlich auf Boden der Gemeinde Hopsten im Tecklenburger Land. Nur wenige Meter südwestlich des Naturschutzbereiches beginnt der Ortsteil Uffeln der Stadt Ibbenbüren. Westlich schließt sich die zu Recke gehörende Ortschaft Obersteinbeck an.

### Entstehung
Die Entstehung des Heideweihers ist noch nicht richtig geklärt. In der Vergangenheit wurde angenommen, dass er durch eine flache Senkung gebildet wurde wie mehrere Tümpel im Naturschutzgebiet auch. Er könnte aber auch, wie es für Heideweiher „üblich“ ist, durch Sandausblasung entstanden sein.

### Gewässer
Noch bis vor einigen Jahrzehnten war der Heideweiher ein periodisch austrocknendes, oligotrophes (mineralstoffarmes) Gewässer. Er ist wie die meisten Kolke im Naturschutzgebiet regenwassergespeist und hat keinen Kontakt zum Grundwasser. Diese Trennung vom Grundwasser erfolgt mittels unter dem Gebiet verlaufender Ortssteinbänke, die eine wasserundurchlässige Schicht bilden.
Durch die Unterbindung künstlicher, Wasser entziehender Gegebenheiten stabilisierte sich sein Wasserhaushalt und er entwickelte zunehmend einen dystrophen Charakter. Dieser dystrophe Charakter sagt aus, dass das Gewässer zunehmend Huminsäure anreichert und sich langsam zu einem Niedermoor entwickelt. Zunehmende Verlandung, bedingt durch den nicht mehr möglichen Verrottungsprozess, begleiten diese Entwicklung. Auf dem Boden des Heideweihers sammelt sich der Bodentyp Dy an, ein nährstoffarmer, hummusdurchsetzter Braunschlammboden.

### Lebewesen im See
Die hydrochemische Veränderung des Sees zog eine Veränderung der Pflanzenwelt nach sich. Oligothraphente Arten wie der Strandling und die Wasser-Lobelie wurden durch dystrohphente verdrängt.